# Phoradendron cerinocarpum
Phoradendron cerinocarpum là một loài thực vật có hoa trong họ Santalaceae. Loài này được C.Wright ex Trel. miêu tả khoa học đầu tiên năm 1916.